# Tom Arrigan
Tom Arrigan, né le 28 janvier 1906 à Waterford, où il est mort le 4 avril 1974, est un footballeur international irlandais.

## Carrière
Tom Arrigan attire l'attention du monde du football alors qu'il joue dans un club de quartier à Ballinaneesagh. Il intègre l'équipe phare de la ville, le Waterford Celtic, ancêtre du Waterford Football Club à la fin des années 1920. Il intègre l'équipe première en 1930 et y joue pendant deux saisons. Il part ensuite au Cork Bohemians Football Club. Il est ensuite recruté par un des grands clubs de Belfast, le Glentoran Football Club au sein duquel il passe un peu plus d'une saison. En 1934, il se hisse avec son club en finale de la Gold Cup, battu alors par Portadown 1-0. Au début de la saison 1934-1935, il dispute les premiers matchs de la Irish Cup, compétition que son club remportera en fin de saison alors que lui a regagné Waterford.
Réintégrant l'équipe de sa ville natale, le Waterford FC, Tom Arrigan en devient le capitaine. Il mène son équipe à la victoire en Coupe d'Irlande en 1936-1937 en battant en finale le Saint James's Gate Football Club sur le score de deux buts à un. C'est le tout premier titre national pour le club.
Tom Arrigan gagne sa seule et unique sélection en Équipe de république d'Irlande de football en 1937 pour un match à Dalymount Park à Dublin contre la Norvège. La rencontre se solde par un match nul 3-3.
En juin 1938, Tom Arrigan est en conflit avec son club. On ne lui propose pas de contrat pour la saison suivante, mais simplement une indemnisation pour chaque match joué. La décision fait scandale car Arrigan est alors considéré comme le meilleur joueur de l'histoire du club et qu'en plus la présidence du club refuse de communiquer sur la rémunération d'un autre joueur du club Tim O'Keefe (en), international lui aussi et buteur lors de la victoire en coupe un an plus tôt.
Arrigan quitte alors le club mais reste dans la région comme arbitre. Un an plus tard il signe au Sligo Rovers Football Club où il reste une saison. Au terme de celle-ci il arrête sa carrière de joueur, mais reste une quinzaine d'années dans le football comme arbitre. En 1946, la presse de Waterford le signale vivant en Angleterre.

## Palmarès
- Avec Waterford FC
  - Vainqueur de la Coupe d'Irlande en 1937